# Mariakapel (Houthem)

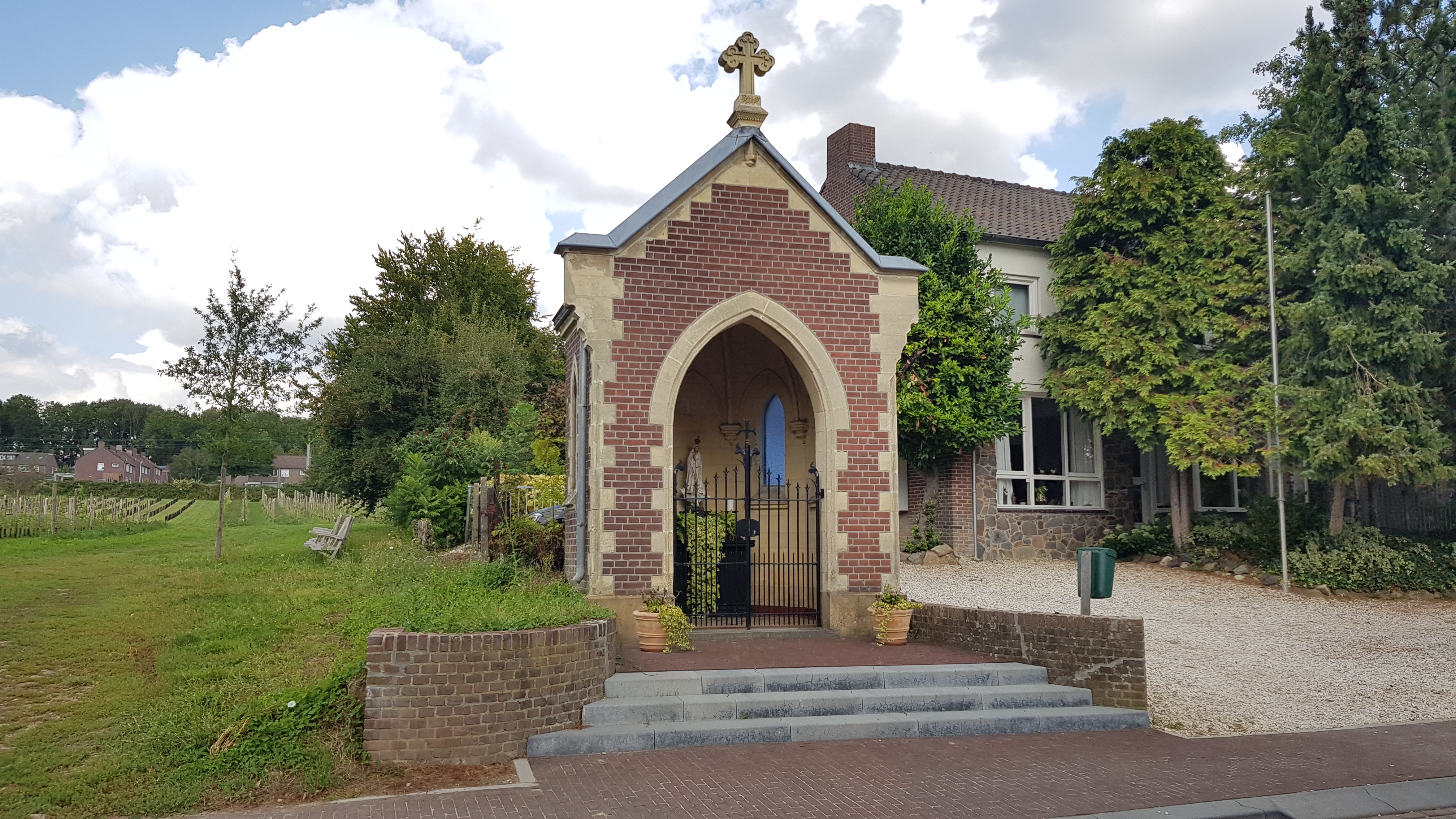
Mariakapel

De Mariakapel is een niskapel aan de westkant van Sint Gerlach in het kerkdorp Houthem in de Nederlands Zuid-Limburgse gemeente Valkenburg aan de Geul. De kapel staat aan de straat Sint Gerlach, zo'n beetje in de voortuin van nummer 34, met aan de overzijde van de straat het kasteeldomein van Château St. Gerlach. Op ongeveer 200 meter naar het zuidoosten ligt het Gerlachusputje.
De kapel is gewijd aan Maria. Eens in de drie jaar doet de sacramentsprocessie de kapel aan als rustaltaar.

## Geschiedenis
In 1902 werd de kapel gebouwd
In 1978 ging het eigendom van de kapel over op de gemeente en vond er een grondige restauratie plaats.

## Bouwwerk
De open kapel staat op een lichte verhoging en heeft een rechthoekig grondvlak met aan de achterzijde een driezijdige koorsluiting als uitbouw. Het bouwwerk is opgetrokken in baksteen en mergelsteen. Aan de buitenzijde zijn de gevels bekleed met baksteen, waarbij de hoekkettingen op de hoeken en de lijsten van mergelsteen zijn. De frontgevel heeft een spitsboogvormige toegang en wordt afgesloten met een smeedijzeren hek. De topgevel heeft schouderstukken en wordt getopt door een cementstenen kruis. In de beide zijgevels en twee zijden van de koorsluiting zijn spitsboogvensters met negblokken aangebracht. De kapel wordt gedekt door een schilddak van shingles.
Van binnen is de kapel volledig bekleed met mergelsteen en wordt gedekt door een kruisribgewelf waarvan de ribben op kraagstenen rusten. Tegen de achterwand van de kapel is een altaar geplaatst dat licht paars geschilderd is. Op het altaar staat een Mariabeeldje dat het kindje Jezus draagt.